# New Brunswick Route 11

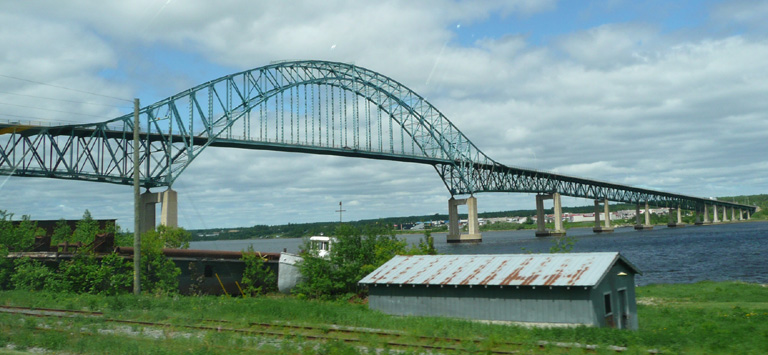
Cenntenial Bridge bei Miramichi

Die New Brunswick Route 11 in der kanadischen Provinz New Brunswick verläuft von Shediac zur Grenze nach Québec über eine Länge von 436 km. Sie ist Bestandteil des National Highway Systems und dient als Feeder-Route.

## Verlauf

### Südlicher Abschnitt
Route 11 zweigt südlich von Shediac von Route 15 nach Norden hin ab. Der Streckenabschnitt ist vierspurig als Freeway ausgebaut. Parallel zur Route 11 verläuft die Route 134. Diese kreuzt mehrmals die Route 11 und erschließt damit umliegende Gemeinden. Nach ca. 75 km führte die Route an den Kouchibouguac-Nationalpark heran. Vorbei am Nationalpark geht es in nordwestlicher Richtung zur Stadt Miramichi, dort wird die Route 8 gekreuzt.

### Akadische Halbinsel
In Miramichi wendet sich die Route nach Nordosten zu. Sie verläuft nun entlang der Küste der akadischen Halbinsel, daher auch der Eigenname Acadian Highway. Wer nicht die gesamte Halbinsel umfahren möchte, kann mit Hilfe von Route 8 abkürzen, die auf direktem Wege nach Bathurst führt. Bei Caraquet folgt die Route dann der Nordküste der Halbinsel nach Bathurst.

### Nördlicher Abschnitt
Der nördliche Abschnitt der Route folgt der südlichen Küstenlinie der Chaleur-Bucht. Direkt an der Küste verläuft die bereits erwähnte Route 134, Route 11 verläuft parallel dazu etwas im Landesinneren. Westlich von Campbellton trifft die Route auf Route 17, die nach Saint-Léonard am Trans-Canada Highway führt und hier endet. Route 11 macht einen Schwenk nach Norden und überquert den Restigouche und damit die Grenze zu Québec. Dort mündet die Straße in die Québec Route 132 und endet damit.

## Ausbau
Der südliche Abschnitt der Route ist bereits vierspurig als Freeway ausgebaut worden. Dieser Ausbau soll bis St. George südlich von Bouctouche fortgesetzt werden. Darüber hinaus wird ein zweiter Abschnitt zwischen Glenwood und Miramichi vierspurig ausgebaut werden. Mit der Maßnahme wurde 2014 begonnen, sie soll innerhalb von zehn Jahren abgeschlossen sein, die Kosten für die Gesamtmaßnahme werden mit 1 Mia. CAN$ beziffert.